# Skycity

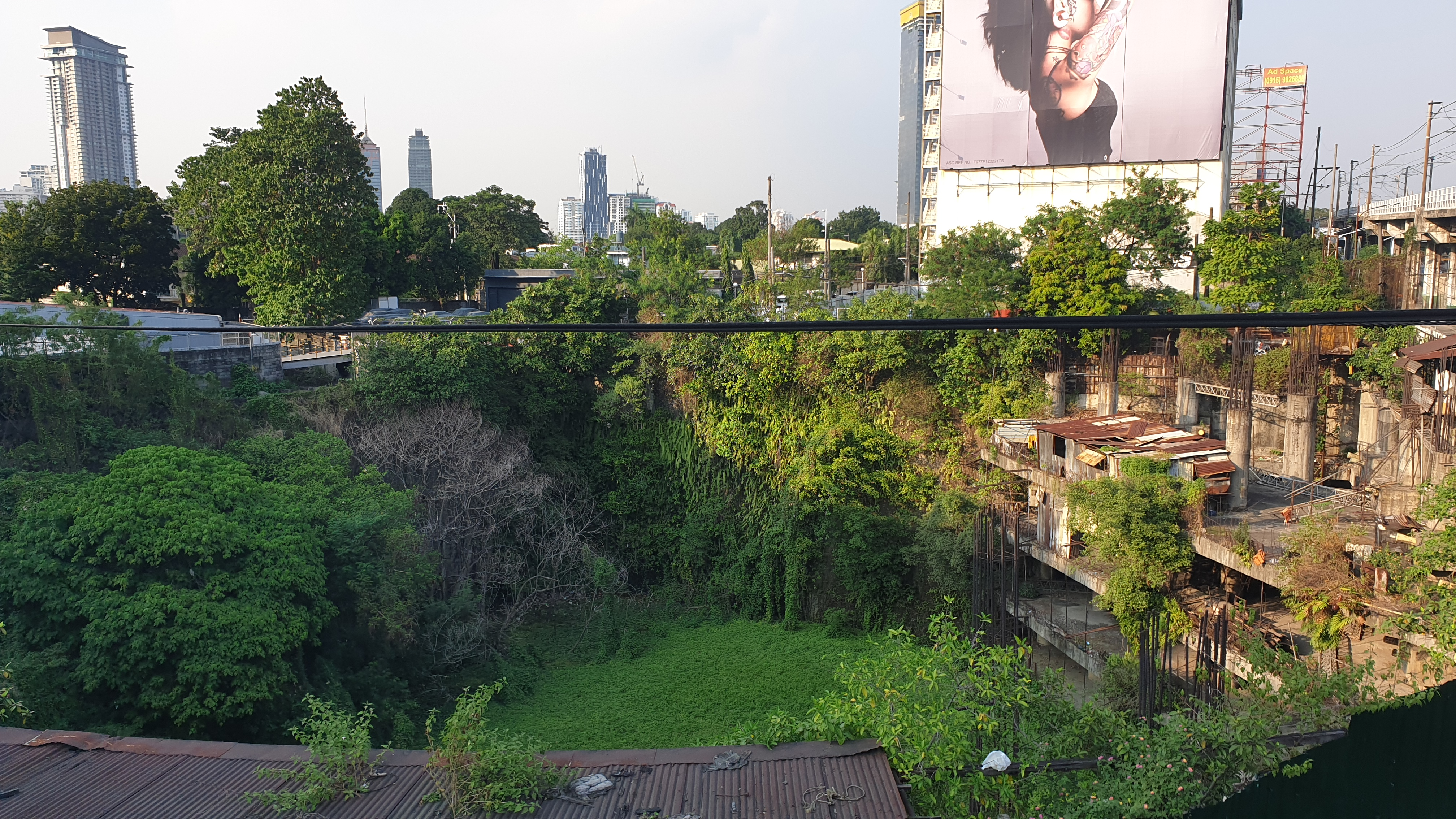
Foto do Skycity, construção interrompida.

O Skycity é um arranha-céus inacabado com 80 andares atualmente em construção em  Mandaluyong, Filipinas. Espera-se que seja concluído em 2012 e atinja uma altura de 335 metros. O Skycity foi planejado para ser um edifício multi-uso abrigando um hotel, escritórios e apartamentos. Será o maior edifício das Filipinas após a conclusão seguido pelo Lopez Center Tower e da PBCom Tower a menos que o governo aprove a torre de observação PAGCOR E-CITY com 665 metros de altura.